# Manogea
Manogea Levi, 1997 è un genere di ragni appartenente alla famiglia Araneidae.

## Distribuzione
Le tre specie oggi note di questo genere sono state reperite in America centrale e meridionale: la specie dall'areale più vasto è la M. porracea, rinvenuta in varie località della zona compresa fra  Panama e l'Argentina.

## Tassonomia
Per la determinazione delle caratteristiche di questo genere sono stati esaminati gli esemplari di Cyrtophora porracea C. L. Koch, 1838, in uno studio dell'aracnologo Levi del 1997.
Dal 2002 non sono stati esaminati esemplari di questo genere.
A marzo 2014, si compone di 3 specie:
- Manogea gaira Levi, 1997 - Colombia, Venezuela
- Manogea porracea (C. L. Koch, 1838)[2] - da Panama all'Argentina
- Manogea triforma Levi, 1997 - Messico, Guatemala, Honduras

### Sinonimi
- Manogea berlandi (Caporiacco, 1954); trasferita qui dal genere Meta della famiglia Tetragnathidae e posta in sinonimia con M. porracea (C. L. Koch, 1838) a seguito di un lavoro di Levi (1986a) sugli esemplari denominati Cyrtophora guyanensis[1].
- Manogea brasilica (Soares & Camargo, 1948); trasferita qui dal genere Meta della famiglia Tetragnathidae e posta in sinonimia con M. porracea (C. L. Koch, 1838) a seguito di un lavoro di Levi (1986a) sugli esemplari denominati Cyrtophora guyanensis[1].
- Manogea espiritosantensis (Soares & Camargo, 1955); trasferita qui dal genere Meta della famiglia Tetragnathidae e posta in sinonimia con M. porracea (C. L. Koch, 1838) a seguito di un lavoro di Levi (1986a) sugli esemplari denominati Cyrtophora guyanensis[1].
- Manogea grammica Simon, 1895; posta in sinonimia con M. porracea (C. L. Koch, 1838) a seguito di uno studio di Levi (1980a), sugli esemplari denominati Cyrtophora guyanensis[1]
- Manogea guianensis (Mello-Leitão, 1948); trasferita qui dal genere Mecynogea e posta in sinonimia con M. porracea (C. L. Koch, 1838) a seguito di un lavoro di Levi (1997).
- Manogea guyanensis (Keyserling, 1881); trasferita qui dal genere Cyrtophora e posta in sinonimia con M. porracea (C. L. Koch, 1838) a seguito di un lavoro di Levi (1997).
- Manogea octolineata (Caporiacco, 1947): trasferita qui dal genere Mangora e posta in sinonimia con M. porracea (C. L. Koch, 1838) a seguito di un lavoro di Levi (1997).